# Transfiguración (Bellini, Venecia)
La 'Transfiguración es una pintura de 1454-1460 del episodio evangélico de la Transfiguración de Jesús de Giovanni Bellini, actualmente en el Museo Correr de Venecia.
Andrea Mantegna se encontraba en la ciudad de Venecia en esta época y su influencia en Bellini era todavía fuerte en este momento, como se puede ver en esta obra. Un conjunto de iniciales falsas en la esquina inferior derecha incluso hizo que se atribuyera erróneamente a Mantegna durante un tiempo. Se desconoce su procedencia antes de 1830, ya que para cuando lo dejó en Venecia ese año Teodoro Correr había destruido todos los documentos relativos a su historia y propiedad anteriores.
Muestra la Transfiguración en el Monte Tabor, con Elías y Moisés flanqueando a Cristo; debajo de ellos están los discípulos Pedro, Santiago y Juan cegados por la visión.